# Barumini
Barumini település Olaszországban, Szardínia régióban, Medio Campidano megyében. Lakosainak száma 1156 fő (2023. január 1.). Barumini Gesturi, Las Plassas, Tuili, Villanovafranca és Gergei községekkel határos.

## Népesség
A település népességének változása:
| Lakosok száma | 1413 | 1273 | 1270 | 1156 |
|               | 2008 | 2017 | 2018 | 2023 |